# Момбачо
Момбачо (исп. Mombacho) — стратовулкан в Никарагуа, в департаменте Гранада, в 10 километрах от города Гранады. Вулкан и прилегающие к нему территория относится к заповеднику.
Благодаря удивительной флоре, фауне и поразительным открывающимся видам, вулкан пользуется большой популярностью. На вершине находится туристический центр.
Вулкан относится к действующим, однако подтвержденная вулканическая активность последний раз наблюдалась в 1570 году.
Момбачо (Mombacho Limited Edition) является знаменитым брендом производителя сигар.

## Галерея

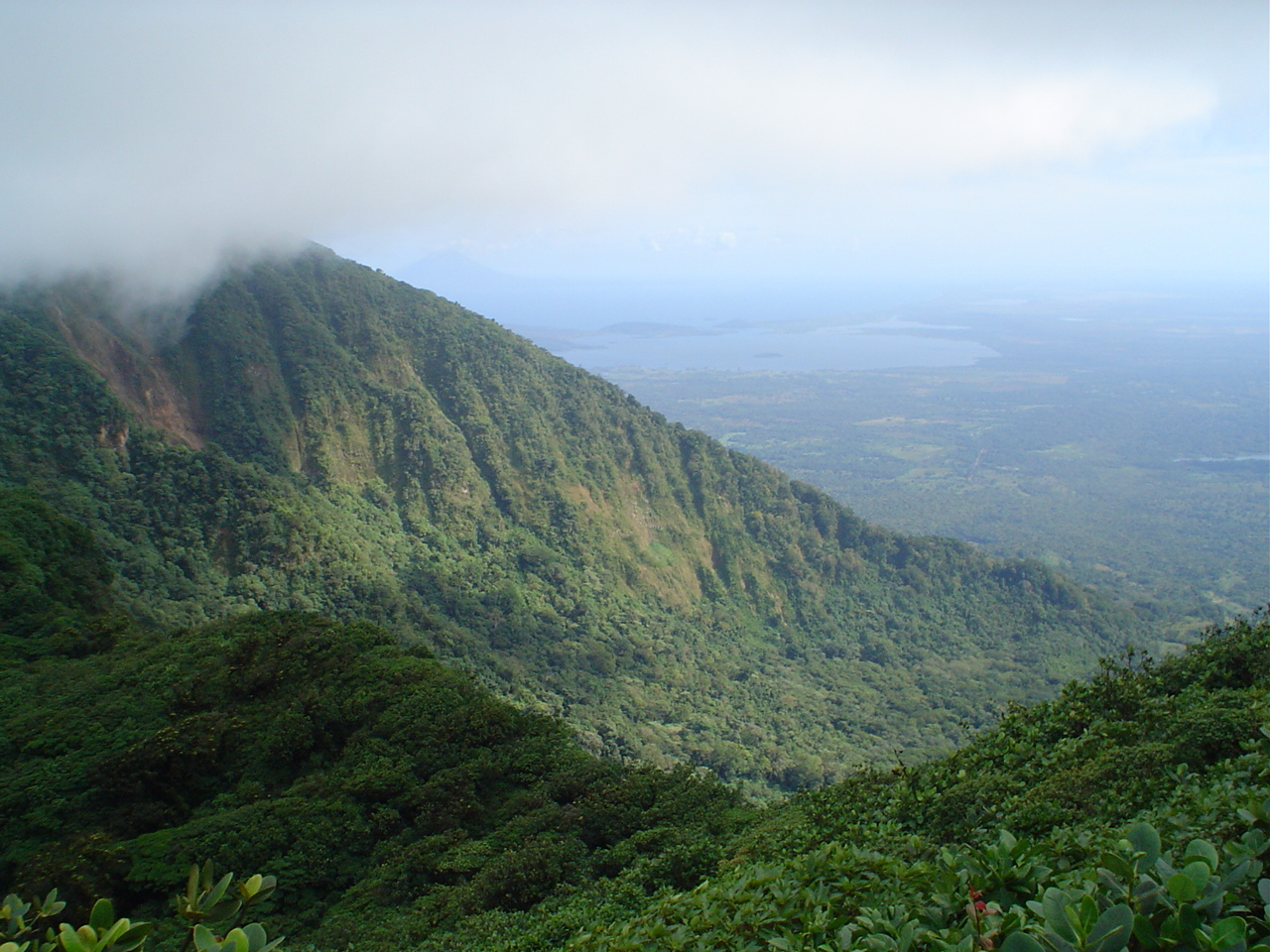
Склон
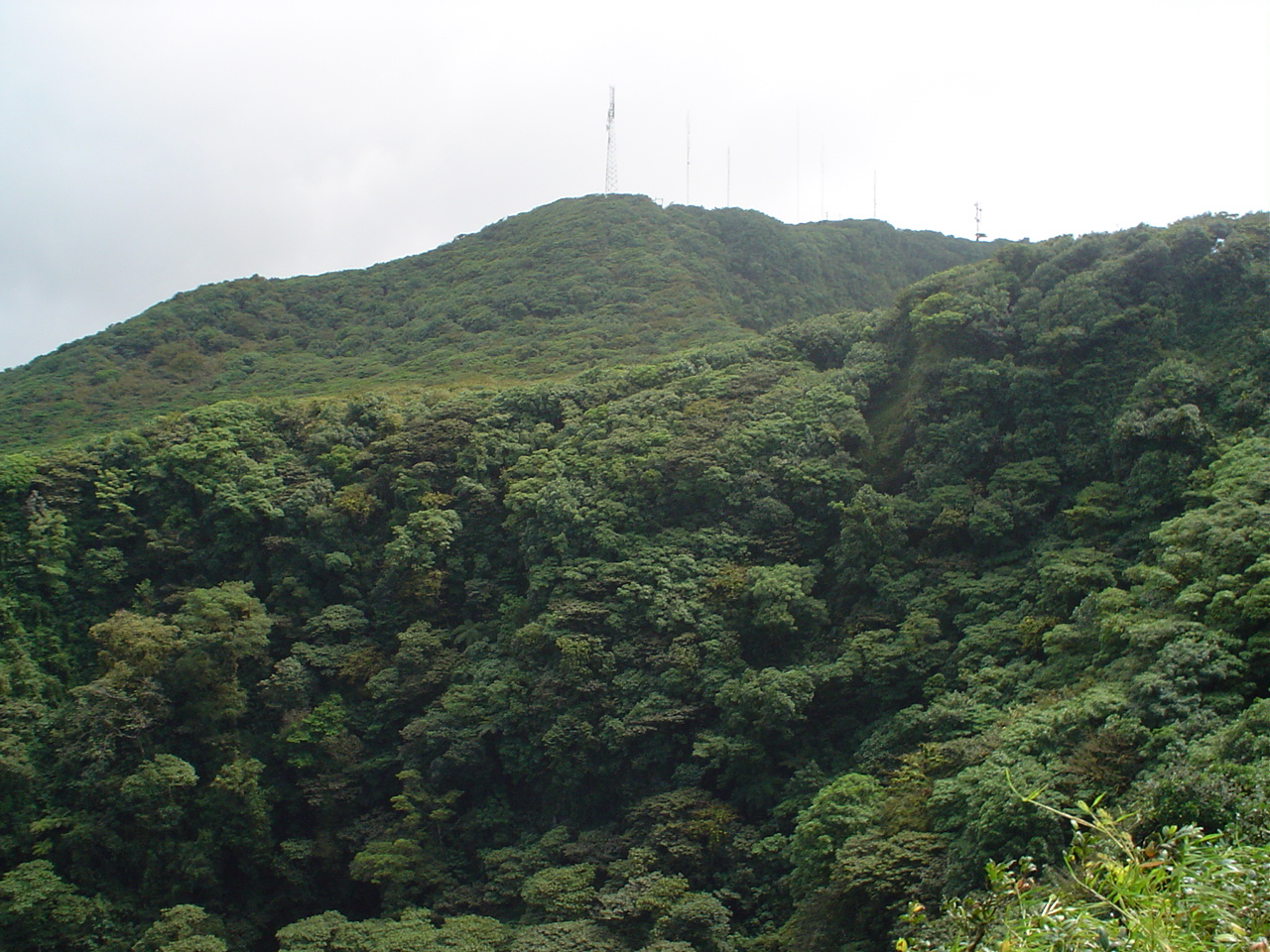
Кратер
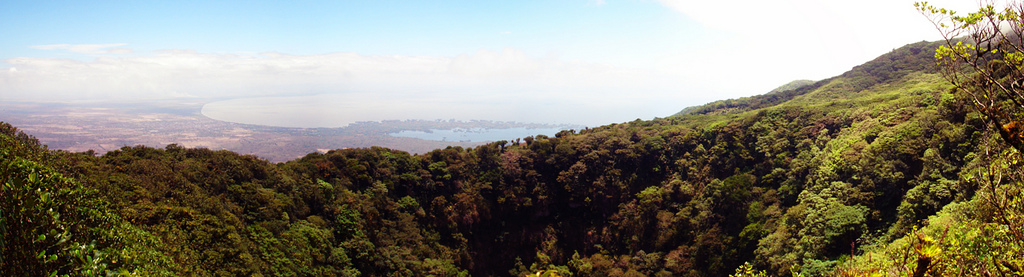
Панорама с вершины